# 울산중앙시장
울산중앙시장은 울산광역시 중구에 위치한 전통시장이다. 1922년 옥교시장으로 잉태한 이래 90여년 동안 울산시를 대표하게 되어 있는 재래시장이기도 하다. 그래서 울산광역시 최대의 전통시장 중의 하나이며, 취급하고 있는 품목은 과일, 채소, 육류, 생선, 빵, 의류, 한국 전통 의약품 등을 판매하고 있는 상점들이 즐비하게 모여 있다. 그리고 시장 내에는 수많은 소규모의 음식점과 길거리 음식을 취급하고 있는 노점도 역시 많이 분포되어 있다.

## 같이 보기

### 일반 주제
- 대한민국의 시장 목록

### 울산 지역의 다른 재래시장
- 울산번개시장
- 태화종합시장
- 수암시장
- 언양시장
- 대송농수산물시장
- 울산농수산물도매시장
- 월봉시장
- 야음시장